# Luesia (kommunhuvudort)
Luesia är en kommunhuvudort i Spanien.   Den ligger i provinsen Provincia de Zaragoza och regionen Aragonien, i den nordöstra delen av landet, 300 km nordost om huvudstaden Madrid. Luesia ligger 794 meter över havet och antalet invånare är 371.
Terrängen runt Luesia är kuperad norrut, men söderut är den platt.  Trakten runt Luesia är nära nog obefolkad, med mindre än två invånare per kvadratkilometer. Närmaste större samhälle är Biota, 17,9 km sydväst om Luesia. I omgivningarna runt Luesia växer i huvudsak blandskog.